# Harrison Burton
Statistiques en NASCAR Cup Series
Dernière mise à jour : 26 août 2024 

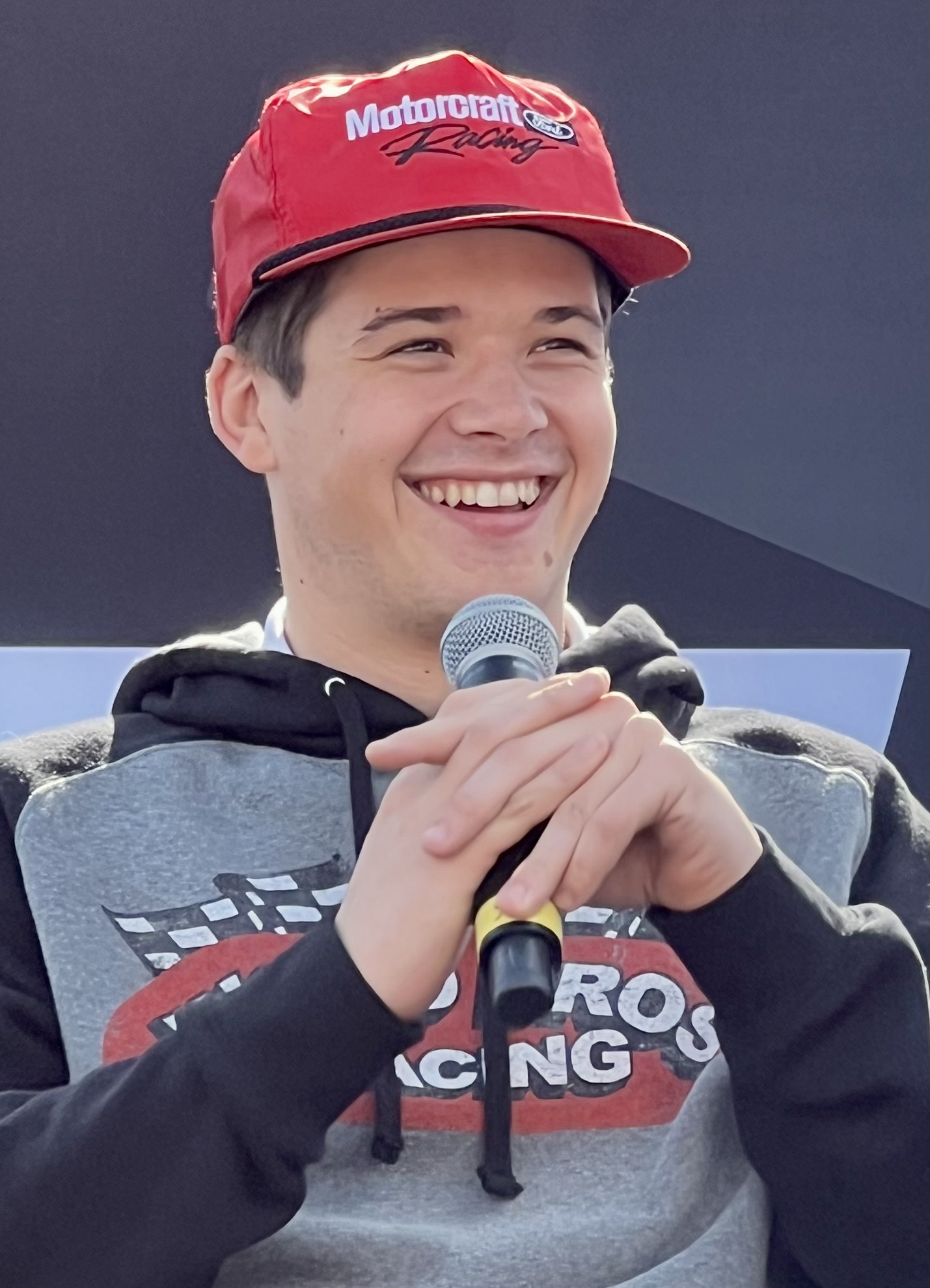
Burton au Los Angeles Memorial Coliseum en 2023.

Harrison Brian Burton, est un pilote automobile américain de NASCAR né le 9 octobre 2000 à Huntersville en Caroline du Nord.
Il est le fils de Jeff Burton, ancien pilote de NASCAR et actuel analyste de l'émission NASCAR on NBC, neveu de l'ancien pilote Ward Burton et cousin du pilote Jeb Burton (en).

## Carrière
Depuis la saison 2022, il participe au programme complet du championnat de la NASCAR Cup Series au volant de la voiture no 21 de marque Ford Mustang au sein de l'écurie Wood Brothers Racing. 
Auparavant, il a participé au programme complet du championnat de la NASCAR Xfinity Series en 2020 et 2021 au volant de la Toyota no 20 de l'écurie Joe Gibbs Racing et au programme complet du championnat de la Camping World Truck Series en 2019 au volant de la Toyota no 18 de la Kyle Busch Motorsports.
En 2017, il remporte le championnat de la NASCAR K&N Pro Series East au volant de la Toyota no 12 de l'écurie MDM Motorsports en n'ayant jamais terminé au delà de la 8e place et en ayant gagné 5 des 14 courses au programme.

## Palmarès
| Légende  | Légende |
| -------- | --- |
| Gras     | Pole position décernée en fonction du temps réalisé en qualification.                                                                     |
| Italique | Pole position décernée en fonction des points au classement ou des temps aux essais.                                                      |
| *        | Plus grand nombre de tours menés. |
| 01       | Aucun point de championnat car inéligible pour le titre lors de cette saison (le pilote concourt pour le titre dans une autre catégorie). |
| DNQ      | Ne s'est pas qualifié. |

### NASCAR Cup Series
| Résultats en NASCAR Cup Series | Résultats en NASCAR Cup Series | Résultats en NASCAR Cup Series | Résultats en NASCAR Cup Series | Résultats en NASCAR Cup Series | Résultats en NASCAR Cup Series | Résultats en NASCAR Cup Series | Résultats en NASCAR Cup Series | Résultats en NASCAR Cup Series | Résultats en NASCAR Cup Series | Résultats en NASCAR Cup Series | Résultats en NASCAR Cup Series | Résultats en NASCAR Cup Series | Résultats en NASCAR Cup Series | Résultats en NASCAR Cup Series | Résultats en NASCAR Cup Series | Résultats en NASCAR Cup Series | Résultats en NASCAR Cup Series | Résultats en NASCAR Cup Series | Résultats en NASCAR Cup Series | Résultats en NASCAR Cup Series | Résultats en NASCAR Cup Series | Résultats en NASCAR Cup Series | Résultats en NASCAR Cup Series | Résultats en NASCAR Cup Series | Résultats en NASCAR Cup Series | Résultats en NASCAR Cup Series | Résultats en NASCAR Cup Series | Résultats en NASCAR Cup Series | Résultats en NASCAR Cup Series | Résultats en NASCAR Cup Series | Résultats en NASCAR Cup Series | Résultats en NASCAR Cup Series | Résultats en NASCAR Cup Series | Résultats en NASCAR Cup Series | Résultats en NASCAR Cup Series | Résultats en NASCAR Cup Series | Résultats en NASCAR Cup Series | Résultats en NASCAR Cup Series | Résultats en NASCAR Cup Series | Résultats en NASCAR Cup Series | Résultats en NASCAR Cup Series |
| ------------------------------ | ------------------------------ | ------------------------------ | ------------------------------ | ------------------------------ | ------------------------------ | ------------------------------ | ------------------------------ | ------------------------------ | ------------------------------ | ------------------------------ | ------------------------------ | ------------------------------ | ------------------------------ | ------------------------------ | ------------------------------ | ------------------------------ | ------------------------------ | ------------------------------ | ------------------------------ | ------------------------------ | ------------------------------ | ------------------------------ | ------------------------------ | ------------------------------ | ------------------------------ | ------------------------------ | ------------------------------ | ------------------------------ | ------------------------------ | ------------------------------ | ------------------------------ | ------------------------------ | ------------------------------ | ------------------------------ | ------------------------------ | ------------------------------ | ------------------------------ | ------------------------------ | ------------------------------ | ------------------------------ | ------------------------------ |
| Année                          | Équipe                         | No.                            | Constructeur                   | 1                              | 2                              | 3                              | 4                              | 5                              | 6                              | 7                              | 8                              | 9                              | 10                             | 11                             | 12                             | 13                             | 14                             | 15                             | 16                             | 17                             | 18                             | 19                             | 20                             | 21                             | 22                             | 23                             | 24                             | 25                             | 26                             | 27                             | 28                             | 29                             | 30                             | 31                             | 32                             | 33                             | 34                             | 35                             | 36                             | Clas.                          | Pts                            |
| 2021                           | Gaunt Brothers Racing (en)     | 96                             | Toyota                         | DAY                            | DRC                            | HOM                            | LVS                            | PHO                            | ATL                            | BRD                            | MAR                            | RCH                            | TAL 20                         | KAN                            | DAR                            | DOV                            | COA                            | CLT                            | SON                            | NSH                            | POC                            | POC                            | ROA                            | ATL                            | NHA                            | GLN                            | IRC                            | MCH                            | DAY                            | DAR                            | RCH                            | BRI                            | LVS                            | TAL                            | ROV                            | TEX                            | KAN                            | MAR                            | PHO                            | 51e                            | 01                             |
| 2022                           | Wood Brothers Racing           | 21                             | Ford                           | DAY 39                         | CAL 33                         | LVS 16                         | PHO 29                         | ATL 25                         | COA 17                         | RCH 18                         | MAR 26                         | BRD 20                         | TAL 34                         | DOV 24                         | DAR 14                         | KAN 21                         | CLT 11                         | GTW 25                         | SON 28                         | NSH 25                         | ROA 22                         | ATL 10                         | NHA 26                         | POC 23                         | IRC 3                          | MCH 32                         | RCH 25                         | GLN 28                         | DAY 19                         | DAR 21                         | KAN 32                         | BRI 16                         | TEX 18                         | TAL 36                         | ROV 28                         | LVS 26                         | HOM 20                         | MAR 11                         | PHO 19                         | 27e                            | 573                            |
| 2023                           | Wood Brothers Racing           | 21                             | Ford                           | DAY 26                         | CAL 15                         | LVS 26                         | PHO 35                         | ATL 34                         | COA 22                         | RCH 19                         | BRD 15                         | MAR 29                         | TAL 36                         | DOV 20                         | KAN 30                         | DAR 6                          | CLT 18                         | GTW 23                         | SON 27                         | NSH 27                         | CSC 30                         | ATL 28                         | NHA 20                         | POC 8                          | RCH 31                         | MCH 17                         | IRC 21                         | GLN 33                         | DAY 28                         | DAR 35                         | KAN 35                         | BRI 28                         | TEX 20                         | TAL 31                         | ROV 24                         | LVS 20                         | HOM 36                         | MAR 15                         | PHO 26                         | 31e                            | 452                            |
| 2024                           | Wood Brothers Racing           | 21                             | Ford                           | DAY 39                         | ATL 11                         | LVS 30                         | PHO 27                         | BRI 32                         | COA 30                         | RCH 34                         | MAR 33                         | TEX 28                         | TAL 10                         | DOV 26                         | KAN 36                         | DAR 22                         | CLT 32                         | GTW 31                         | SON 25                         | IOW 20                         | NHA 14                         | NSH 28                         | CSC 25                         | POC 31                         | IND 36                         | RCH 32                         | MCH 14                         | DAY 1                          | DAR                            | ATL                            | GLN                            | BRI                            | KAN                            | TAL                            | ROV                            | LVS                            | HOM                            | MAR                            | PHO                            | -                              | -                              |
| Résultats au Daytona 500 | Résultats au Daytona 500 | Résultats au Daytona 500 | Résultats au Daytona 500 | Résultats au Daytona 500 |
| ------------------------ | ------------------------ | ------------------------ | ------------------------ | ------------------------ |
| Année                    | L'équipe                 | Fabricant                | Position au              | Position au              |
| Année                    | L'équipe                 | Fabricant                | Départ                   | Arrivée                  |
| 2022                     | Wood Brothers Racing     | Ford                     | 8                        | 39                       |
| 2023                     | Wood Brothers Racing     | Ford                     | 19                       | 26                       |
| 2024                     | Wood Brothers Racing     | Ford                     | 12                       | 39                       |
Au 26 août 2024, Burton a participé à 98 courses réparties sur quatre saisons.
- Voiture en 2024 : no 21
- Écurie : Woods Brothers Racing
- Résultat saison 2023: 31e[3]
- Meilleur classement en fin de saison : 27e en 2022
- 1re course : 2021, GEICO 500 (Talladega)
- Dernière course : saison 2024 en cours
- Première victoire : Coke Zero Sugar 400 2024 (à Daytona)
- Dernière victoire : -
- Victoire(s) : 1
- Top5 : 2
- Top10 : 6
- Pole position : 0

### NASCAR Xfinity Series
| Résultats en NASCAR Xfinity Series | Résultats en NASCAR Xfinity Series | Résultats en NASCAR Xfinity Series | Résultats en NASCAR Xfinity Series | Résultats en NASCAR Xfinity Series | Résultats en NASCAR Xfinity Series | Résultats en NASCAR Xfinity Series | Résultats en NASCAR Xfinity Series | Résultats en NASCAR Xfinity Series | Résultats en NASCAR Xfinity Series | Résultats en NASCAR Xfinity Series | Résultats en NASCAR Xfinity Series | Résultats en NASCAR Xfinity Series | Résultats en NASCAR Xfinity Series | Résultats en NASCAR Xfinity Series | Résultats en NASCAR Xfinity Series | Résultats en NASCAR Xfinity Series | Résultats en NASCAR Xfinity Series | Résultats en NASCAR Xfinity Series | Résultats en NASCAR Xfinity Series | Résultats en NASCAR Xfinity Series | Résultats en NASCAR Xfinity Series | Résultats en NASCAR Xfinity Series | Résultats en NASCAR Xfinity Series | Résultats en NASCAR Xfinity Series | Résultats en NASCAR Xfinity Series | Résultats en NASCAR Xfinity Series | Résultats en NASCAR Xfinity Series | Résultats en NASCAR Xfinity Series | Résultats en NASCAR Xfinity Series | Résultats en NASCAR Xfinity Series | Résultats en NASCAR Xfinity Series | Résultats en NASCAR Xfinity Series | Résultats en NASCAR Xfinity Series | Résultats en NASCAR Xfinity Series | Résultats en NASCAR Xfinity Series | Résultats en NASCAR Xfinity Series | Résultats en NASCAR Xfinity Series | Résultats en NASCAR Xfinity Series |
| ---------------------------------- | ---------------------------------- | ---------------------------------- | ---------------------------------- | ---------------------------------- | ---------------------------------- | ---------------------------------- | ---------------------------------- | ---------------------------------- | ---------------------------------- | ---------------------------------- | ---------------------------------- | ---------------------------------- | ---------------------------------- | ---------------------------------- | ---------------------------------- | ---------------------------------- | ---------------------------------- | ---------------------------------- | ---------------------------------- | ---------------------------------- | ---------------------------------- | ---------------------------------- | ---------------------------------- | ---------------------------------- | ---------------------------------- | ---------------------------------- | ---------------------------------- | ---------------------------------- | ---------------------------------- | ---------------------------------- | ---------------------------------- | ---------------------------------- | ---------------------------------- | ---------------------------------- | ---------------------------------- | ---------------------------------- | ---------------------------------- | ---------------------------------- |
| Année                              | Équipe                             | No.                                | Constructeur                       | 1                                  | 2                                  | 3                                  | 4                                  | 5                                  | 6                                  | 7                                  | 8                                  | 9                                  | 10                                 | 11                                 | 12                                 | 13                                 | 14                                 | 15                                 | 16                                 | 17                                 | 18                                 | 19                                 | 20                                 | 21                                 | 22                                 | 23                                 | 24                                 | 25                                 | 26                                 | 27                                 | 28                                 | 29                                 | 30                                 | 31                                 | 32                                 | 33                                 | Clas.                              | Pts                                |
| 2019                               | Joe Gibbs Racing                   | 18                                 | Ford                               | DAY                                | ATL                                | LVS                                | PHO                                | CAL                                | TEX                                | BRI 10                             | RCH                                | TAL                                | DOV                                | CLT                                | POC                                | MCH                                | IOW 4                              | CHI                                | DAY                                | KEN                                | NHA 29                             | IOW                                | GLN                                | MOH                                | BRI                                | ROA                                | DAR                                | IND                                | LVS                                | RCH 6                              | CLT 13                             | DOV 38                             | KAN 34                             | TEX 7                              | PHO                                | HOM 10                             | 85e                                | 01                                 |
| 2020                               | Joe Gibbs Racing                   | 20                                 | Ford                               | DAY 2                              | LVS 5                              | CAL 1                              | PHO 2                              | DAR 9                              | CLT 9                              | BRI 4                              | ATL 5                              | HOM 1                              | HOM 8                              | TAL 32                             | POC 32                             | IRC 25                             | KEN 17                             | KEN 12                             | TEX 4                              | KAN 3                              | ROA 16                             | DRC 8                              | DOV 5                              | DOV 11                             | DAY 5                              | DAR 6                              | RCH 16                             | RCH 4                              | BRI 4                              | LVS 9                              | TAL 23                             | ROV 33                             | KAN 11                             | TEX 1                              | MAR 1*                             | PHO 6                              | 8e                                 | 2248                               |
| 2021                               | Joe Gibbs Racing                   | 20                                 | Ford                               | DAY 3*                             | DRC 6                              | HOM 39                             | LVS 9                              | PHO 12                             | ATL 3                              | MAR 7                              | TAL 10                             | DAR 11                             | DOV 6                              | COA 6                              | CLT 3                              | MOH 38                             | TEX 30                             | NSH 3                              | POC 37                             | ROA 5                              | ATL 24                             | NHA 5                              | GLN 5                              | IRC 9                              | MCH 5                              | DAY 9                              | DAR 2                              | RCH 9                              | BRI 7                              | LVS 10                             | TAL 25                             | ROV 15                             | TEX 8                              | KAN 34                             | MAR 20                             | PHO 3                              | 8e                                 | 2194                               |
Au 26 août 2024, il a participé à 75 courses réparties sur cinq saisons :
- Dernière saison : Voiture  no 20 de la Joe Gibbs Racing en 2021
- Résultat dernière saison : 8e en 2021
- Meilleur classement en fin de saison : 8e en 2020 et 2021
- Première course :2019, Alsco 300 (à Bristol)
- Dernière course : 2021, NASCAR Xfinity Series Championship Race (à Phoenix)
- Première victoire : 2020, Production Alliance Group 300 (à Fontana)
- Dernière victoire : 2020, Draft Top 250 (à Martinsville)
- Victoire(s) : 4
- Top5 : 26
- Top10 : 49
- Pole position : 0

### NASCAR Truck Series
| Résultats en NASCAR Camping World Truck Series | Résultats en NASCAR Camping World Truck Series | Résultats en NASCAR Camping World Truck Series | Résultats en NASCAR Camping World Truck Series | Résultats en NASCAR Camping World Truck Series | Résultats en NASCAR Camping World Truck Series | Résultats en NASCAR Camping World Truck Series | Résultats en NASCAR Camping World Truck Series | Résultats en NASCAR Camping World Truck Series | Résultats en NASCAR Camping World Truck Series | Résultats en NASCAR Camping World Truck Series | Résultats en NASCAR Camping World Truck Series | Résultats en NASCAR Camping World Truck Series | Résultats en NASCAR Camping World Truck Series | Résultats en NASCAR Camping World Truck Series | Résultats en NASCAR Camping World Truck Series | Résultats en NASCAR Camping World Truck Series | Résultats en NASCAR Camping World Truck Series | Résultats en NASCAR Camping World Truck Series | Résultats en NASCAR Camping World Truck Series | Résultats en NASCAR Camping World Truck Series | Résultats en NASCAR Camping World Truck Series | Résultats en NASCAR Camping World Truck Series | Résultats en NASCAR Camping World Truck Series | Résultats en NASCAR Camping World Truck Series | Résultats en NASCAR Camping World Truck Series | Résultats en NASCAR Camping World Truck Series | Résultats en NASCAR Camping World Truck Series | Résultats en NASCAR Camping World Truck Series |
| ---------------------------------------------- | ---------------------------------------------- | ---------------------------------------------- | ---------------------------------------------- | ---------------------------------------------- | ---------------------------------------------- | ---------------------------------------------- | ---------------------------------------------- | ---------------------------------------------- | ---------------------------------------------- | ---------------------------------------------- | ---------------------------------------------- | ---------------------------------------------- | ---------------------------------------------- | ---------------------------------------------- | ---------------------------------------------- | ---------------------------------------------- | ---------------------------------------------- | ---------------------------------------------- | ---------------------------------------------- | ---------------------------------------------- | ---------------------------------------------- | ---------------------------------------------- | ---------------------------------------------- | ---------------------------------------------- | ---------------------------------------------- | ---------------------------------------------- | ---------------------------------------------- | ---------------------------------------------- |
| Année                                          | Équipe                                         | No.                                            | Constructeur                                   | 1                                              | 2                                              | 3                                              | 4                                              | 5                                              | 6                                              | 7                                              | 8                                              | 9                                              | 10                                             | 11                                             | 12                                             | 13                                             | 14                                             | 15                                             | 16                                             | 17                                             | 18                                             | 19                                             | 20                                             | 21                                             | 22                                             | 23                                             | Clas.                                          | Pts                                            |
| 2016                                           | Kyle Busch Motorsports                         | 18                                             | Toyota                                         | DAY                                            | ATL                                            | MAR                                            | KAN                                            | DOV                                            | CLT                                            | TEX                                            | IOW                                            | GTW                                            | KEN                                            | ELD                                            | POC                                            | BRI                                            | MCH                                            | MSP                                            | CHI                                            | NHA                                            | LVS                                            | TAL                                            | MAR 22                                         | TEX                                            | PHO                                            | HOM                                            | 66e                                            | 16                                             |
| 2017                                           | Kyle Busch Motorsports                         | 51                                             | Toyota                                         | DAY                                            | ATL                                            | MAR 13                                         | KAN                                            | CLT                                            | DOV 13                                         | TEX                                            | GTW                                            | IOW 11                                         | KEN                                            | ELD 15                                         | POC                                            | MCH                                            | BRI 18                                         | MSP                                            | CHI                                            | NHA                                            | LVS                                            | TAL                                            | MAR 4                                          | TEX                                            | PHO                                            | HOM                                            | 29e                                            | 162                                            |
| 2018                                           | Kyle Busch Motorsports                         | 51                                             | Toyota                                         | DAY                                            | ATL                                            | LVS                                            | MAR 8                                          | DOV 5                                          | KAN                                            | CLT                                            | TEX                                            | IOW 3                                          | GTW                                            | CHI                                            | KEN                                            | ELD                                            | POC                                            | MCH                                            | BRI                                            | MSP 13                                         | LVS                                            | TAL                                            | MAR 8                                          | TEX 6                                          | PHO 3*                                         | HOM 11                                         | 18e                                            | 277                                            |
| 2019                                           | Kyle Busch Motorsports                         | 18                                             | Toyota                                         | DAY 18                                         | ATL 8                                          | LVS 5                                          | MAR 11                                         | TEX 31                                         | DOV 3                                          | KAN 10                                         | CLT 11                                         | TEX 5                                          | IOW 3                                          | GTW 16                                         | CHI 4                                          | KEN 3                                          | POC 3                                          | ELD 31                                         | MCH 11                                         | BRI 23                                         | MSP 21                                         | LVS 9                                          | TAL 11                                         | MAR 18                                         | PHO 7                                          | HOM 13                                         | 12e                                            | 707                                            |
| 2022                                           | David Gilliland Racing                         | 17                                             | Ford                                           | DAY                                            | LVS                                            | ATL                                            | COA                                            | MAR                                            | BRD 20                                         | DAR                                            | KAN                                            | TEX                                            | CLT                                            | GTW                                            | SON 12                                         | KNO                                            | NSH                                            | MOH                                            | POC                                            | IRP                                            | RCH                                            | KAN                                            | BRI                                            | TAL                                            | HOM                                            | PHO                                            | 94e                                            | 01                                             |
Au 26 août 2024, il a participé à 40 courses réparties sur cinq saisons :
- Dernière saison : Voiture Ford no 17 de la David Gilliland Racing en 2022
- Résultat dernière saison : 94e en 2022
- Meilleur classement en fin de saison : 12e en 2019
- Première course : 2016, Texas Roadhouse 200 (à Martinsville)
- Dernière course : 2022, DoorDash 250 (à Sonoma)
- Première victoire : -
- Dernière victoire : -
- Victoire(s) : 0
- Top5 : 11
- Top10 : 18
- Pole position : 2

### ARCA MENARDS Series
| Résultats en ARCA Racing Series | Résultats en ARCA Racing Series | Résultats en ARCA Racing Series | Résultats en ARCA Racing Series | Résultats en ARCA Racing Series | Résultats en ARCA Racing Series | Résultats en ARCA Racing Series | Résultats en ARCA Racing Series | Résultats en ARCA Racing Series | Résultats en ARCA Racing Series | Résultats en ARCA Racing Series | Résultats en ARCA Racing Series | Résultats en ARCA Racing Series | Résultats en ARCA Racing Series | Résultats en ARCA Racing Series | Résultats en ARCA Racing Series | Résultats en ARCA Racing Series | Résultats en ARCA Racing Series | Résultats en ARCA Racing Series | Résultats en ARCA Racing Series | Résultats en ARCA Racing Series | Résultats en ARCA Racing Series | Résultats en ARCA Racing Series | Résultats en ARCA Racing Series | Résultats en ARCA Racing Series | Résultats en ARCA Racing Series |
| ------------------------------- | ------------------------------- | ------------------------------- | ------------------------------- | ------------------------------- | ------------------------------- | ------------------------------- | ------------------------------- | ------------------------------- | ------------------------------- | ------------------------------- | ------------------------------- | ------------------------------- | ------------------------------- | ------------------------------- | ------------------------------- | ------------------------------- | ------------------------------- | ------------------------------- | ------------------------------- | ------------------------------- | ------------------------------- | ------------------------------- | ------------------------------- | ------------------------------- | ------------------------------- |
| Année                           | Équipe                          | No.                             | Constructeur                    | 1                               | 2                               | 3                               | 4                               | 5                               | 6                               | 7                               | 8                               | 9                               | 10                              | 11                              | 12                              | 13                              | 14                              | 15                              | 16                              | 17                              | 18                              | 19                              | 20                              | Clas.                           | Pts                             |
| 2016                            | Ranier Racing with MDM          | 8                               | Chevrolet                       | DAY                             | NSH                             | SLM                             | TAL                             | TOL                             | NJM                             | POC                             | MCH                             | MAD                             | WIN                             | IOW 3                           | IRP                             | POC                             | BLN                             | ISF                             | DSF                             | SLM                             | CHI                             | KEN                             | KAN                             | 89e                             | 215                             |
| 2017                            | MDM Motorsports                 | 28                              | Toyota                          | DAY                             | NSH                             | SLM                             | TAL                             | TOL 1                           | ELK                             | POC                             | MCH                             | MAD                             | IOW                             | IRP                             | POC                             | WIN                             | ISF                             | ROA                             | DSF                             | SLM                             | CHI                             | KEN                             | KAN                             | 73e                             | 240                             |
| 2018                            | MDM Motorsports                 | 12                              | Toyota                          | DAY                             | NSH 3                           | SLM                             | TAL                             | TOL 9                           | CLT                             | POC 1                           | MCH                             | MAD                             | GTW 3                           | CHI                             | IOW 6                           | ELK                             | POC 4                           | ISF                             | BLN                             | DSF                             | SLM 6                           | IRP 21                          | KAN 2                           | 16e                             | 1840                            |
| 2019                            | Venturini Motorsports           | 20                              | Toyota                          | DAY 1*                          | FIF                             |                                 | TAL                             | NSH                             | TOL                             | CLT 4                           | POC 6                           | MCH                             | MAD                             | GTW                             | CHI 2                           | ELK                             | IOW                             | POC                             | ISF                             | DSF                             | SLM                             | IRP                             | KAN 12                          | 21e                             | 1240                            |
| 2019                            | Venturini Motorsports           | 15                              | Toyota                          |                                 |                                 | SLM 8                           |                                 |                                 |                                 |                                 |                                 |                                 |                                 |                                 |                                 |                                 |                                 |                                 |                                 |                                 |                                 |                                 |                                 | 21e                             | 1240                            |
Au 26 août 2024, il a participé à 17 courses sur quatre saisons :
- Dernière saison : Voitures Toyota no 15 et 20 de la Venturini Motorsports en 2019
- Résultat dernière saison : 21e en 2019
- Meilleur classement en fin de saison : 16e en 2018
- Victoire(s) : 0
- Top5 : 11
- Top10 : 18
- Pole position : 1

### NASCAR K&N Pro Series East
| Résultats en NASCAR K&N Pro Series East | Résultats en NASCAR K&N Pro Series East | Résultats en NASCAR K&N Pro Series East | Résultats en NASCAR K&N Pro Series East | Résultats en NASCAR K&N Pro Series East | Résultats en NASCAR K&N Pro Series East | Résultats en NASCAR K&N Pro Series East | Résultats en NASCAR K&N Pro Series East | Résultats en NASCAR K&N Pro Series East | Résultats en NASCAR K&N Pro Series East | Résultats en NASCAR K&N Pro Series East | Résultats en NASCAR K&N Pro Series East | Résultats en NASCAR K&N Pro Series East | Résultats en NASCAR K&N Pro Series East | Résultats en NASCAR K&N Pro Series East | Résultats en NASCAR K&N Pro Series East | Résultats en NASCAR K&N Pro Series East | Résultats en NASCAR K&N Pro Series East | Résultats en NASCAR K&N Pro Series East | Résultats en NASCAR K&N Pro Series East |
| --------------------------------------- | --------------------------------------- | --------------------------------------- | --------------------------------------- | --------------------------------------- | --------------------------------------- | --------------------------------------- | --------------------------------------- | --------------------------------------- | --------------------------------------- | --------------------------------------- | --------------------------------------- | --------------------------------------- | --------------------------------------- | --------------------------------------- | --------------------------------------- | --------------------------------------- | --------------------------------------- | --------------------------------------- | --------------------------------------- |
| Année                                   | Équipe                                  | No.                                     | Constructeur                            | 1                                       | 2                                       | 3                                       | 4                                       | 5                                       | 6                                       | 7                                       | 8                                       | 9                                       | 10                                      | 11                                      | 12                                      | 13                                      | 14                                      | Clas.                                   | Pts                                     |
| 2016                                    | HScott Motorsports with Justin Marks    | 12                                      | Toyota                                  | NSM 13                                  | MOB 7                                   | GRE 15                                  | BRI 23                                  | VIR 11                                  | DOM 21                                  | STA 15                                  | COL 4                                   | NHA 7                                   | IOW 15                                  | GLN 12                                  | GRE 9                                   | NJM 15                                  | DOV 6                                   | 7e                                      | 444                                     |
| 2017                                    | MDM Motorsports                         | 12                                      | Toyota                                  | NSM 4                                   | GRE 4                                   | BRI 1*                                  | SBO 5                                   | SBO 1                                   | MEM 1                                   | BLN 6                                   | TMP 1                                   | NHA 4                                   | IOW 4                                   | GLN 3                                   | LGY 7                                   | NJM 3                                   | DOV 1                                   | 1er                                     | 593                                     |
| 2018                                    | MDM Motorsports                         | 12                                      | Toyota                                  | NSM 3                                   | BRI 2                                   | LGY                                     | SBO                                     | SBO                                     | MEM                                     | NJM                                     | TMP                                     | NHA 2                                   | IOW                                     | GLN 9                                   | GTW                                     | NHA                                     | DOV 5                                   | 17e                                     | 200                                     |

### NASCAR K&N Pro Series West
| Résultats en NASCAR K&N Pro Series East | Résultats en NASCAR K&N Pro Series East | Résultats en NASCAR K&N Pro Series East | Résultats en NASCAR K&N Pro Series East | Résultats en NASCAR K&N Pro Series East | Résultats en NASCAR K&N Pro Series East | Résultats en NASCAR K&N Pro Series East | Résultats en NASCAR K&N Pro Series East | Résultats en NASCAR K&N Pro Series East | Résultats en NASCAR K&N Pro Series East | Résultats en NASCAR K&N Pro Series East | Résultats en NASCAR K&N Pro Series East | Résultats en NASCAR K&N Pro Series East | Résultats en NASCAR K&N Pro Series East | Résultats en NASCAR K&N Pro Series East | Résultats en NASCAR K&N Pro Series East | Résultats en NASCAR K&N Pro Series East | Résultats en NASCAR K&N Pro Series East | Résultats en NASCAR K&N Pro Series East |
| --------------------------------------- | --------------------------------------- | --------------------------------------- | --------------------------------------- | --------------------------------------- | --------------------------------------- | --------------------------------------- | --------------------------------------- | --------------------------------------- | --------------------------------------- | --------------------------------------- | --------------------------------------- | --------------------------------------- | --------------------------------------- | --------------------------------------- | --------------------------------------- | --------------------------------------- | --------------------------------------- | --------------------------------------- |
| Année                                   | Équipe                                  | No.                                     | Constructeur                            | 1                                       | 2                                       | 3                                       | 4                                       | 5                                       | 6                                       | 7                                       | 8                                       | 9                                       | 10                                      | 11                                      | 12                                      | 13                                      | Clas.                                   | Pts                                     |
| 2015                                    | Jeff Burton                             | 12                                      | Toyota                                  | KCR                                     | IRW                                     | TUS                                     | IOW                                     | SHA                                     | SON                                     | SLS                                     | IOW                                     | EVG                                     | CNS                                     | MER                                     | AAS 11                                  | PHO 6                                   | 32nd                                    | 71                                      |

### Titres
- 2017 : NASCAR K&N Pro Series East
  - Champion.

### Récompenses
- 2020 : NASCAR Xfinity Series 
  - Meilleur pilote débutant (rookie) de l'année.

## Référence
1. ↑  (en-US) « It's Burton vs. Burton in this weekend's Martinsville Truck race », sur Motorsport.com (consulté le 9 janvier 2018).
2. 1 2 3 4  (en-US) « Driver », sur Racing-Reference (consulté le 26 août 2024).
3. ↑  (en-US) « Standings », sur Racing-Reference (consulté le 14 mars 2023).